# Đài khoai
Đài khoai, hay còn gọi là găng răng nhọn hay mãi táp gân chếch, tên khoa học Aidia oxyodonta, là một loài thực vật có hoa trong họ Thiến thảo. Loài này được (Drake) T.Yamaz. miêu tả khoa học đầu tiên năm 1970.